# Mount Popomanaseu
Der Popomanaseu ist der höchste Berg der Salomonen. Der auf Guadalcanal gelegene Berg erreicht eine Höhe von 2335 Metern und übertrifft dadurch den westlich gelegenen Mount Makarakomburu um etwa 20 Meter.
Lange Zeit galt eben jener Mount Makarakomburu mit 2447 Metern Höhe als höchster des Landes, diese Messung stellte sich jedoch als inkorrekt heraus.